# Crkva sv. Stjepana u Dubrovniku
Crkva sv. Stjepana je bila starohrvatska kraljevska crkva u Dubrovniku koju je, prema legendi, dao podići hrvatski kralj Stjepan Miroslav. Crkva je iz polovice 10. stoljeća. Izgrađena je na području Pustijerne. U predromaničkom je stilu. Porfirogenet ju u O upravljanju carstvom spominje da je u središtu grada, i kao najznačajniju građevinu Dubrovnika...u kojoj su se čuvale relikvije sv. Pankracija.
Kralj i njegova supruga, hrvatska kraljica Margarita (Mare) dali su ju podići kao svoju zadužbinu prigodom boravka 948. godine. Crkvi su donijeli sv. moći. Crkva se nalazi kod današnjih gradskih zidova u dvorištu biskupskog sjemeništa u Dubrovniku. Podignuta je ponad stare crkvice sv. Stjepana, gdje su se kralj i kraljica išli pokloniti čuvenim sv. moćima, a prema danom zavjetu. Zadužbinsku crkvu nadijelili su kraljevskim darovima i dali joj posebna župnika.
Kraljica Margarita darovala je crkvi relikviju drva sv. Križa.
Poslije suprugove smrti, hrvatska kraljica Margarita vratila se je u Dubrovnik, postala duvna i živjela svetim životom. Preminula je u Dubrovniku kao duvna.  Bila je pokopana je ispred ove crkvice. Godine 1590. dubrovački plemić Junij Gradić premjestio je sve posmrtne ostatke koji su bili ispred ove crkve i pokopao ih u novi grob, sagrađen naročito za ostatke pokojnika.
Crkvu je uništio veliki potres 1667. godine i nakon toga nije obnavljana.
Kraljevska zadužbinska crkva 20. stoljeće dočekala je kao razvalina. Sva su vrata bila zatvorena, a jedini ulaz bio je kroz pretkuće sjemeništa.
U otkapanju zatrpanih ostataka sudjelovao je zavičajni povjesničar i zaljubljenik u dubrovačku povijest don Niko Gjivanović, Nikola Zvonimir Bjelovučić i slikar Ivo Scattolini. Dopuštenje su dobili od vlasnika, biskupskog sjemeništa, a priskrbio im ga je dubrovački biskup dr Josip Marčelić. I lokalne su vlasti pomogle u otkopavanju prizemlja. Dali su im inženjere i radnike. Ostatke su iskapali od rujna i završili studenoga 1927. godine.
Ostatci prve male crkvice sv. Stjepana nalaze se usred ove crkve. Pri iskapanju 1927. nađeni su temeljni zidovi i ostatci apside. Za staru crkvicu Junije Rastić je napisao da je u njoj 920. godine po povratku iz Rima "kralj trebinjski Pavlimir" udijelio velike milostinje i pohranio moći petero svetaca koje je donio iz Rima: sv. Ahileja, sv. Domitile, sv. Nereja, sv. Pankracija i sv. Petronile, kćeri sv. Petra, te je zbog vjerovanja da su ovdje sv. moći, crkva postala glasovita u Crvenoj i Bijeloj Hrvatskoj.
Više ulomaka ukrašenog kamenog namještaja iz predromaničke crkve pronađeno je prigodom istraživanja. Nedvojbeno su utvrđene dvije razvojne faze crkve, starija od konca 8. ili početku 9. stoljeća, a iz 10. – 11. stoljeća. Ustanovljeno je da je prvotna crkva bila iste širine kao današnja, da je apsida bila pravokutna i da je crkvica bila jednobrodna i vjerojatno bez kupole.

## Vanjske poveznice
- Nikola Zvonimir Bjelovučić: Crvena Hrvatska i Dubrovnik, Matica hrvatska Zagreb, 1929., str. 38, Knjižnica FOI. Poglavlje: Kraljevska crkva sv. Stjepana u Dubrovniku iz polovice X.
- Nikola Zvonimir Bjelovučić: Crvena Hrvatska i Dubrovnik, Matica hrvatska Zagreb, 1929., str. 69, Knjižnica FOI. Slika 1: Ruševine kraljevske crkve sv. Stjepana u Dubrovniku koju je podigao hrvatski kraljevski par. U sredini slike ostatci prve crkvice sv. Stjepana koju spominje Porfirogenet
- Nikola Zvonimir Bjelovučić: Crvena Hrvatska i Dubrovnik, Matica hrvatska Zagreb, 1929., str. 71, Knjižnica FOI. Slika 3: Udubina kraljevske crkve sv. Stjepana
- Nikola Zvonimir Bjelovučić: Crvena Hrvatska i Dubrovnik, Matica hrvatska Zagreb, 1929., str. 72, Knjižnica FOI. Slika 4: Bačvasti svod, mjesta za pilastre i kapitele u crkvi sv. Stjepana i (desno) apsida crkve sv. Stjepana